# Mahlwinkel
Mahlwinkel là một đô thị ở huyện Börde thuộc bang Sachsen-Anhalt, nước Đức. Đô thị Mahlwinkel có diện tích 20,73 km², dân số thời điểm ngày 31 tháng 12 năm 2006 là 613 người. 